# Rato-do-mar
O rato-do-mar (Aphrodita aculeata) é uma espécie de verme marinho nativa do Atlântico Norte e Mediterrâneo.